# Аннеке, Фридрих
Карл Фридрих Теодор «Фриц» Аннеке (нем. Friedrich Anneke; 3 января 1818, Дортмунд, Вестфалия, Королевство Пруссия — 8 декабря 1872, Чикаго, Иллинойс, США) — германский политик, участник немецкого рабочего движения, революционер, социалист и редактор. Участник Гражданской войны в США.

## Биография
Сын горного инспектора.
С 1841 года — прусский артиллерийский офицер. В 1846 году из-за своей демократической деятельности в гарнизоне в Мюнстере был уволен из армии.
Вместе со своими друзьями Карлом Марксом, Фридрихом Энгельсом и Мозесом Гессом (позже один из ранних провозвестников сионизма (в частности, его социалистического направления и Государства Израиль) был одним из организаторов тайной революционной организации Кёльнского рабочего союза в Германии (1848).
Участник Революции 1848—1849 годов в Германии
Бо́льшую часть 1848 года провёл в тюрьме за политическую деятельность. Участник Баденско-Пфальцского восстания 1849 года, командовал артиллерией. Его адъютантом был Карл Шурц. После подавления восстания бежал во Францию. Затем с семьей эмигрировал в США. На родине был заочно приговорён к смертной казни в 1850 году за участие в восстании.
В 1859 году вернулся в Швейцарию, чтобы в качестве добровольца присоединиться к Джузеппе Гарибальди. Попытка не удалась и от вернулся в Америку.
В 1861—1865 года служил полковником армии северян во время Гражданской войны в США.
Умер в Чикаго в 1872 году.